# Somhlolo av Swaziland
Somhlolo (även känd som Ngwane IV eller Sobhuza I) född cirka 1780, död 1836, var kung i Swaziland mellan 1815 och 1836.
Vid sitt trontillträde omfattade hans kungarike  KaNgwane bara ett mindre område i södra delen av det nuvarande Swaziland.
Man utmanades starkt av de mäktiga Ndwandwe- och Zulu-rikena i söder, som hotade att helt uppsluka swaziernas land. 
Men Somhlolo samlade folket, flyttade sitt residens norrut till Ezulwinidalen, konsoliderade riket och utvidgade dess gränser till att omfatta ett avsevärt större område än dagens Swaziland.
En dag, strax innan sin död, uppgav Somhlolo att han haft en dröm i vilken han såg människor med blek hud och hår rakt som kosvansar, som kom till hans land med ett fyrkantigt (umculu) och ett runt (indilinga) föremål. I drömmen hade han uppmanats att akta sig för det sistnämnda (som tolkades som pengar) men ta emot det fyrkantiga (Bibeln).
Somhlolo betraktas som något av nationens fader och nationalstadion har fått hans namn. På Somhlolostadion utropades Swazilands självständighet den 6 september 1968 och detta datum firas Somhlolo-dagen sedan dess som landets nationaldag.